# Pierre d'Alcantara de Querrieu
Pierre Alvar Arnold Marie Joseph François-de-Borgia Grégoire Hubert Comte d'Alcantara de Querrieu (né au château d'Ooidonk, Bachte-Maria-Leerne, en Belgique, le 2 novembre 1907 et mort au camp de concentration d'Oranienbourg-Sachsenhausen, en Allemagne, le 14 octobre 1944) est un aristocrate et un résistant belge.

## Biographie

### Origines familiales
Le nom « d'Alcantara » est d'origine espagnole. Connue à Tournai à partir de 1695, cette famille est reconnue dans la noblesse belge en 1842 et obtient le titre de comte à partir de 1852. Le père de Pierre d'Alcantara, le comte Jean (également appelé Juan) d'Alcantara (1879-1945) est consul de Belgique à Amiens. Un décret du 18 août 1927 adjoint au patronyme la mention « de Querrieu » (nom de jeune fille de l'arrière-grand-mère de Marie Lucie t'Kint de Roodenbeke, son épouse). Ce décret distingue les descendants de la branche cadette de ceux de la branche aînée, simplement appelée d'Alcantara.
Pierre Alvar d'Alcantara est le fils aîné du comte Jean d'Alcantara de Querrieu et de la baronne Marie-Lucie 't Kint de Roodenbeke (1885-1929). Le comte Arnold t'Kint de Roodenbeke était son grand-père maternel. Il est donc un descendant de la famille 't Kint de Roodenbeke, propriétaire du château d'Ooidonk depuis 1864.

### Carrière et mariage
Pierre d'Alcantara obtient un doctorat en droit et épouse la princesse Stéphanie de Windisch-Graetz le 22 juillet 1934 dans la paroisse royale de Saint-Jacques-sur-Coudenberg à Bruxelles. La mariée est la fille du prince Othon de Windisch-Graetz et de l'archiduchesse Élisabeth-Marie d'Autriche et donc une petite-fille de l'archiduc et prince héritier Rodolphe d'Autriche et de Stéphanie de Belgique, faisant d'elle une arrière-petite-fille du roi Léopold II.

### Descendance
Pierre et Stéphanie ont eu un fils unique : Alvar Étienne d'Alcantara de Querrieu (1935-2019), administrateur de sociétés. Marié en premières noces avec Anita-Christine Damsten (1936-1980), le couple a trois enfants : 
1. Patricia d'Alcantara de Querrieu (1957), mariée à Serge De Backer, dont trois fils ;
2. Frédéric d'Alcantara de Querrieu (1958), marié à Marie Agnes Toby, dont quatre enfants ;
3. Véronique d'Alcantara de Querrieu (1960-2023), mariée à François Lebrun.

### Résistance chez les grenadiers
Pierre d'Alcantara est membre de la maison royale de Léopold III. Comme son collègue Amaury de Mérode, il était mécontent du second mariage du roi. Le comte d'Alcantara fait partie de ceux qui sont déterminés à résister à l'occupant allemand. Il a soigneusement rédigé ses idées témoignant de son patriotisme.
Il participe à la Campagne des 18 jours en tant que lieutenant de réserve chez les grenadiers. À partir de la fin juin 1940, il rejoint les officiers de son régiment engagés dans la Résistance. Ce groupe de grenadiers était dirigé par l'officier Robert Kaeckenbeeck. Le comte organise les réunions secrètes mensuelles dans sa maison, rue Ducale à Bruxelles. Progressivement, ce groupe de résistance s'accroît et compte plusieurs centaines de soldats dirigés par quelques officiers nobles. Après un malheureux incendie dans les entrepôts des grenadiers, la Gestapo découvre des irrégularités chez un officier. 
En août 1942, lors d'une perquisition au domicile d'un des officiers, tout l'organigramme est découvert par les Allemands et la plupart des officiers qui y figurent sont arrêtés, dont le comte Pierre d'Alcantara, le comte Charles de Hemptinne, le comte Xavier de Hemricourt de Grunne et Jacques Thibault de Boesinghe. Les officiers arrêtés sont interrogés sans pitié. La Gestapo ordonne que tous soient déportés en Allemagne. Plus de la moitié des 90 détenus auraient survécu aux camps. Le comte d'Alcantara est successivement emprisonné à Bochum, puis à Essen où il est jugé le 30 novembre 1943. Condamné aux travaux forcés, il est ensuite transféré à Sonnenburg avant d'être finalement interné au camp de concentration de Sachsenhausen, où il meurt le 14 octobre 1944. Les témoignages écrits de survivants font l'éloge du comte d'Alcantara qui a rendu son dernier soupir à l'infirmerie de Sachsenhausen où il avait été admis pour soigner un phlegmon à la lèvre.
Devenue veuve, Stéphanie de Windisch-Graëtz se remarie en 1945 avec Carl-Axel Björklund (1906-1986).
Le journal de Pierre d'Alcantara accompagné de ses notes a été ajouté aux archives du prince-régent Charles de Belgique, aux archives du palais royal de Bruxelles.